# بيلي جوردن
بيلي جوردن (بالإنجليزية: Billy Jordan)‏ (1 يناير 1909 بدبلن في جمهورية أيرلندا - 1 يناير 2000) هو لاعب كرة قدم أيرلندي في مركز الهجوم.

## وصلات خارجية
- بيلي جوردن على موقع ناشيونال فوتبول تيمز (الإنجليزية)